# Diora Baird
Diora Baird (Miami, 6 aprile 1983) è un'attrice e modella statunitense.

## Carriera
Diora Baird è una modella che ha lavorato tra l'altro per Guess. Ha posato anche per un servizio fotografico per il numero di agosto 2005 di Playboy nel quale cercava di far rivivere il fascino dell'attrice francese Catherine Deneuve e metteva in rilievo le sue forme generose.
Come modella ha collaborato a lungo con la stilista italiana Bianca Maria Caselli per il marchio Aquajeans, fotografata da Gaetano Mansi.
Come attrice la sua carriera ha avuto un considerevole salto in avanti grazie ad un piccolissimo ruolo nel film 2 single a nozze - Wedding Crashers nel 2005.

## Vita privata
Il 7 dicembre 2012 è diventata mamma di Otis William Togo avuto dal marito, l'attore Jonathan Togo, che ha sposato nel 2013, i due tuttavia divorziano nel 2016. Nel 2017 fa coming out dichiarando la propria omosessualità. Attualmente è impegnata con la comica Mav Viola.

## Filmografia

### Cinema
- Deep Down in Florida, regia di Sam Esmail – cortometraggio (2004)
- First Kiss, regia di Tracy Michele Tabb – cortometraggio (2005)
- 2 single a nozze - Wedding Crashers (Wedding Crashers), regia di David Dobkin (2005)
- Fiasco, regia di Pascal Grapard – cortometraggio (2005)
- If Love Be Blind, regia di Will McFadden – cortometraggio (2005)
- Ammesso (Accepted), regia di Steve Pink (2006)
- Bachelor Party Vegas, regia di Eric Bernt (2006)
- Fifty Pills, regia di Theo Avgerinos (2006)
- Hot Diamonds (Hot Tamale), regia di Michael Damian (2006)
- Non aprite quella porta - L'inizio (The Texas Chainsaw Massacre: The Beginning), regia di Jonathan Liebesman (2006)
- Day 73 with Sarah, regia di Brent Hanley (2007)
- Brain Blockers, regia di Lincoln Kupchak (2007)
- Young People Fucking, regia di Martin Gero (2007)
- La ragazza del mio migliore amico (My Best Friend's Girl), regia di Howard Deutch (2008)
- South of Heaven, regia di Jonathan Vara (2008)
- Night of the Demons, regia di Adam Gierasch (2009)
- Star Trek, regia di J. J. Abrams (2009)
- Horror Movie (Stan Helsing), regia di Bo Zenga (2009)
- 30 giorni di buio II (30 Days of Night: Dark Days), regia di Ben Ketai (2010)
- Dry Run, regia di Aram Boyrazian (2010)
- Let the Game Begin, regia di Amit Gupta (2010)
- Love Shack, regia di Gregg Sacon e Michael B. Silver (2010)
- Quit, regia di Dick Rude (2010)
- Un tuffo nel passato (Hot Tub Time Machine), regia di Steve Pink (2010) – non accreditata
- Howlin' for You, regia di Chris Marrs Piliero (2011)
- The History of American Movies 1974-2004, regia di Nick Ebeling (2011)
- The Sexy Dark Ages, regia di Alex Fernie (2011)
- Concrete Blondes, regia di Nicholas Kalikow (2012)
- Last Call, regia di Greg Garthe (2012)
- Shit People Don't Say in LA, regia di Eric Leiderman e David Spade (2012)
- Transit, regia di Antonio Negret (2012)
- Riddle, regia di John O. Hartman e Nicholas Mross (2013)
- Beautiful Girl, regia di Stevie Long (2014)
- Segreti in famiglia (My Daughter Vanished), regia di Sam Irvin (2018)
- Sicario - Ultimo incarico (The Virtuoso), regia di Nick Stagliano (2021)

### Televisione
- The Drew Carey Show – serie TV, episodio 9x04 (2004)
- Big Day – serie TV, episodi 1x07-1x10-1x12 (2006-2007)
- Miami Beach(South Beach) – serie TV, episodio 1x00 (2006)
- Shark - Giustizia a tutti i costi (Shark) – serie TV, episodio 1x20 (2007)
- The Loop – serie TV, episodi 2x01-2x02 (2007)
- Incinta per caso (Accidentally on Purpose) – serie TV, episodio 1x05 (2009)
- Due uomini e mezzo (Two and a Half Men) – serie TV, episodio 6x16 (2009)
- Provaci ancora Gary (Gary Unmarried) – serie TV, episodio 2x04 (2009)
- Robot Chicken – serie animata, episodi 4x18-4x19 (2009) – voce
- Law & Order - Unità vittime speciali (Law & Order: Special Victims Unit) – serie TV, episodio 11x16 (2010)
- Psych – serie TV, episodio 6x08 (2011)
- Thunderballs, regia di Andy Tennant – film TV (2011)
- Bent – serie TV, episodio 1x02 (2012)
- Shameless – serie TV, 4 episodi (2012-2013)
- Franklin & Bash – serie TV, episodio 4x06 (2014)
- Newsreaders – serie TV, episodio 2x07 (2014)
- Cobra Kai – serie TV, 4 episodi (2018-2025)
- Una sorella dal passato (The Missing Sister), regia di Craig Goldsmith - film TV (2019)

## Doppiatrici italiane
Nelle versioni in italiano delle opere in cui ha recitato, Diora Baird è stata doppiata da:
- Germana Longo in Due uomini e mezzo, Transit
- Laura Latini in Horror Movie, Psych
- Domitilla D'Amico in Non aprite quella porta - L'inizio
- Emanuela D'Amico in 2 single a nozze - Wedding Crashers
- Claudia Catani in La ragazza del mio migliore amico
- Daniela Abbruzzese in Young People Fucking
- Eleonora Reti in 30 giorni di buio II
- Selvaggia Quattrini in Segreti in famiglia
- Renata Bertolas in Cobra Kai
- Perla Liberatori in Una sorella dal passato

## Agenzie
- Elite Model Management - Miami
- MGM Models - Amburgo